# ناحیه ویانت، شهرستان بورا، ایلینوی
ناحیه ویانت، شهرستان بورا، ایلینوی (به انگلیسی: Wyanet Township) یک منطقهٔ مسکونی در ایالات متحده آمریکا است که در شهرستان بورا، ایلینوی واقع شده‌است. ناحیه ویانت ۱٬۳۶۴ نفر جمعیت دارد و ۱۷۹ متر بالاتر از سطح دریا واقع شده‌است.